# Mamadou Traoré (Diplomat)
Mamadou Traoré, genannt Prof, (geb. 20. Dezember 1933, Ségou, Französisch-Sudan; gest. 27. Mai 2009, Mali) war ein Diplomat aus Mali.

## Leben
Nach dem Schulabschluss 1954 am Lycée Terrasson de Fougères in Bamako studierte Traoré von 1954 bis 1960 in Montpellier und Paris in Frankreich. Dann wurde er Beamter als Berater für auswärtige Angelegenheiten der jungen Republik Mali.
Ab 1963 diente er als Botschafter von Mali in zahlreichen Ländern: Belgien, Deutsche Demokratische Republik und Westdeutschland, Jugoslawien und erneut Belgien. Er nahm an der malischen Delegation bei Sitzungen der Vereinten Nationen, der Generalversammlung der Organisation für Afrikanische Einheit, bei der konstituierenden Versammlung der Westafrikanische Wirtschaftsgemeinschaft (CEDEAO), beim Comité permanent Inter-Etats de Lutte contre la Sécheresse dans le Sahel (CILSS) und bei der Autorité de Liptako-Gourma (Autorité de développement intégré de la région du Liptako-Gourma).
Traoré war Großkanzler des Ordre National du Mali und Sekretär für Außenbeziehungen der Vereinigung ehemaliger Botschafter und Generalkonsuln Malis.